# 081型扫雷舰
081型扫雷舰（北约代号：涡池级）是繼082II型“渦藏級”獵掃雷艦之後，中國建造的一款新型近海掃雷艦。

## 批次

### 第一批次
首艦張家港號於2006年在上海求新造船廠下水，並于2007年3月5日服役。該艦滿載排水量996噸，裝有一座76F式雙管37毫米高射炮。在該型艦作業甲板上，裝有系留掃雷具所用的鋼纜和音響掃雷具，並裝備有甲板吊，主要擔負近海掃雷任務。

### 第二批次
與第一批次相比，第二批次渦池級新掃的艦艏部外形略有改動，前部換裝了一門H/PJ-14型30毫米單管遙控自動艦炮，满载排水量提高至1,200吨。常被称作081A型。